# Laura Coleman

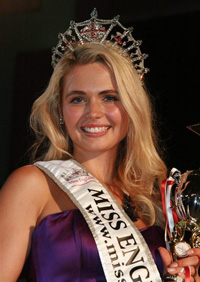
Laura Coleman

Laura Coleman (1986 -) é a Miss Inglaterra 2008, escolhida em 18 de julho de 2008. Laura representará seu país no Miss Mundo 2008. Ela também competirá no Miss Internacional 2009. Ela é universitária na área de negócios e marketing.